# ان‌جی‌سی ۳۲۵۸
ان‌جی‌سی ۳۲۵۸ (انگلیسی: NGC 3258) نام یک کهکشان در صورت فلکی تلمبه است.